# مانويل دياز (منافس ألعاب قوى)
مانويل دياز (بالبرتغالية: Manuel Dias‏) هو منافس ألعاب قوى برتغالي، ولد عام (1905  م).

## وصلات خارجية
- مانويل دياز على موقع الاتحاد الدولي لألعاب القوى (الإنجليزية)
- مانويل دياز على موقع الاتحاد الأوروبي لألعاب القوى (الإنجليزية)
- مانويل دياز على موقع رابطة إحصائيات سباق الطريق (الإنجليزية)
- مانويل دياز على موقع أوليمبيديا (الإنجليزية)